# Soefi-symbool

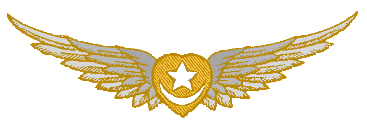
Soefi symbool ontworpen door Hazrat Inayat Khan

Het merkteken van het Universele soefisme oftewel het soefi-symbool is een gevleugeld hart waarbinnen zich een wassende maan bevindt.
Het hart is gevleugeld, wat symbool staat voor een bevrijd hart. Religie, zo stelt de soefi levenswijze, mag namelijk niet onderdrukkend werken maar is bedoeld om bevrijdend te zijn.
In het hart bevindt zich een wassende maan, die de ontvankelijkheid van het hart symboliseert voor "goddelijk licht". Het goddelijk licht zelf wordt gesymboliseerd door een vijfpuntige ster.